# Campagnac-lès-Quercy
 Campagnac-lès-Quercy  (en occitano Campanhac prèp Carcin) es una población y comuna francesa, situada en la región de Aquitania, departamento de Dordoña, en el distrito de Sarlat-la-Canéda y cantón de Villefranche-du-Périgord.

## Demografía
| 419 | 395 | 350 | 316 | 305 | 293 |
| Para los censos de 1962 a 1999 la población legal corresponde a la población sin duplicidades (Fuente: INSEE [Consultar]) |     |     |     |     |     |